# Liste de frontières discontinues
La plupart des pays du monde possèdent des frontières d'un seul tenant avec leurs voisins. Dans certains cas, il arrive que les frontières entre deux États soient discontinues.

## Liste

### Frontières globales discontinues
Dans les cas suivants, l'ensemble des frontières (terrestres et maritimes) entre les deux pays sont actuellement scindées en deux ou plusieurs parties :
- Afrique du Sud — Mozambique : l'Eswatini sépare la frontière en deux morceaux.
- Allemagne-Suisse : en 2 morceaux dont celle de l'enclave allemande en suisse de Büsingen.
- Angola — République démocratique du Congo : la province angolaise de Cabinda est séparée du reste de l'Angola et est elle-même entourée par le Congo-Brazzaville et le Congo-Kinshasa.
- Arménie — Azerbaïdjan : la région azérie du Nakhitchevan est séparée du reste de l'Azerbaïdjan par l'Arménie ; les deux pays possèdent également plusieurs enclaves l'un dans l'autre.
- Autriche - Suisse : en deux morceaux, séparés par le Liechtenstein
- Azerbaïdjan — Iran : le Nakhitchevan possède également une frontière avec l'Iran.
- Bangladesh — Inde : de très nombreuses enclaves
- Belgique-Allemagne : nombreuses enclaves allemandes en territoire belge liée à la ligne de chemin de fer Vennbahn.
- Belgique - Pays-Bas : nombreuses enclaves créées par les territoires de Baerle-Duc et Baerle-Nassau qui forment la ville de Baerle; la rectification du cours de la Meuse entre Visé et Maastricht sans rectification de la frontière a par ailleurs créé divers territoires qui ne sont plus accessible par voie terrestre du reste du territoire du pays dont ils dépendent (Vieille Meuse).
- Bosnie-Herzégovine — Croatie : la Bosnie-Herzégovine possède un étroit corridor au niveau de Neum lui donnant un accès à la mer Adriatique, coupant ainsi la frontière terrestre avec la Croatie sur une dizaine de kilomètres.
- Brunei — Malaisie : le Brunei est partagé en deux territoires proches, mais néanmoins séparés par la Malaisie.
- Canada — États-Unis : la frontière principale entre les deux pays est située au sud du Canada, mais le pays possède également une frontière avec l'Alaska au nord-ouest.
- Chine — Inde : en trois morceaux, séparés par le Népal et le Bhoutan.
- Chine — Russie : en deux morceaux, séparés par la Mongolie.
- Chypre — Royaume-Uni : le Royaume-Uni possède deux bases souveraines, Akrotiri et Dhekelia, situées sur l'île de Chypre, mais qui ne font pas partie de l'État de Chypre.
- Émirats arabes unis — Oman : la péninsule omani de Musandam est séparée du territoire principal d'Oman mais est néanmoins frontalière des Émirats arabes unis ; par ailleurs, la zone de Madha est une enclave omani qui possède également Nahwa, une enclave des Émirats.
- Espagne — France : en deux morceaux principaux séparés par Andorre, plus l'enclave de Llivia.
- Espagne — Maroc : au niveau des villes de Ceuta et Melilla.
- Indonésie — Timor oriental : le Timor oriental possède un fragment, l'Oecussi-Ambeno, séparée par le reste de l'île de Timor sous souveraineté de l'Indonésie.
- Italie — Suisse : l'Italie possède également l'enclave de Campione d'Italia en Suisse.
- Palestine — Israël : en deux morceaux, la Cisjordanie à l'est et la bande de Gaza à l'ouest.
- Roumanie — Ukraine : en deux morceaux, séparés par la Moldavie.

### Frontières terrestres discontinues
Dans les cas suivants, les frontières entre les deux pays ne sont pas discontinues dans l'absolu, mais traversent des eaux intérieures ou territoriales. Seules leurs frontières terrestres sont discontinues.
- Allemagne — Pologne : la frontière entre les deux pays s'étend au nord du continent européen pour diviser l'île d'Usedom dans la mer Baltique.
- Argentine — Chili : discontinue sur plusieurs îles de l'archipel de Terre de Feu.
- Canada — États-Unis : Point Roberts est une communauté américaine qui est séparée du reste des États-Unis (mais accessible par bateau en restant dans les eaux intérieures du pays).
- Finlande — Suède : en plus de la frontière principale, les îles de Kataja et Märket sont divisées entre les deux pays.

## Anciennes frontières discontinues
Il existait une frontière discontinue entre la Croatie et la Serbie-Monténégro jusqu'à l'indépendance du Monténégro et de la Serbie en 2006 : les deux pays partageaient 241 kilomètres de frontière au nord et 25 au sud.